# Jens Maier

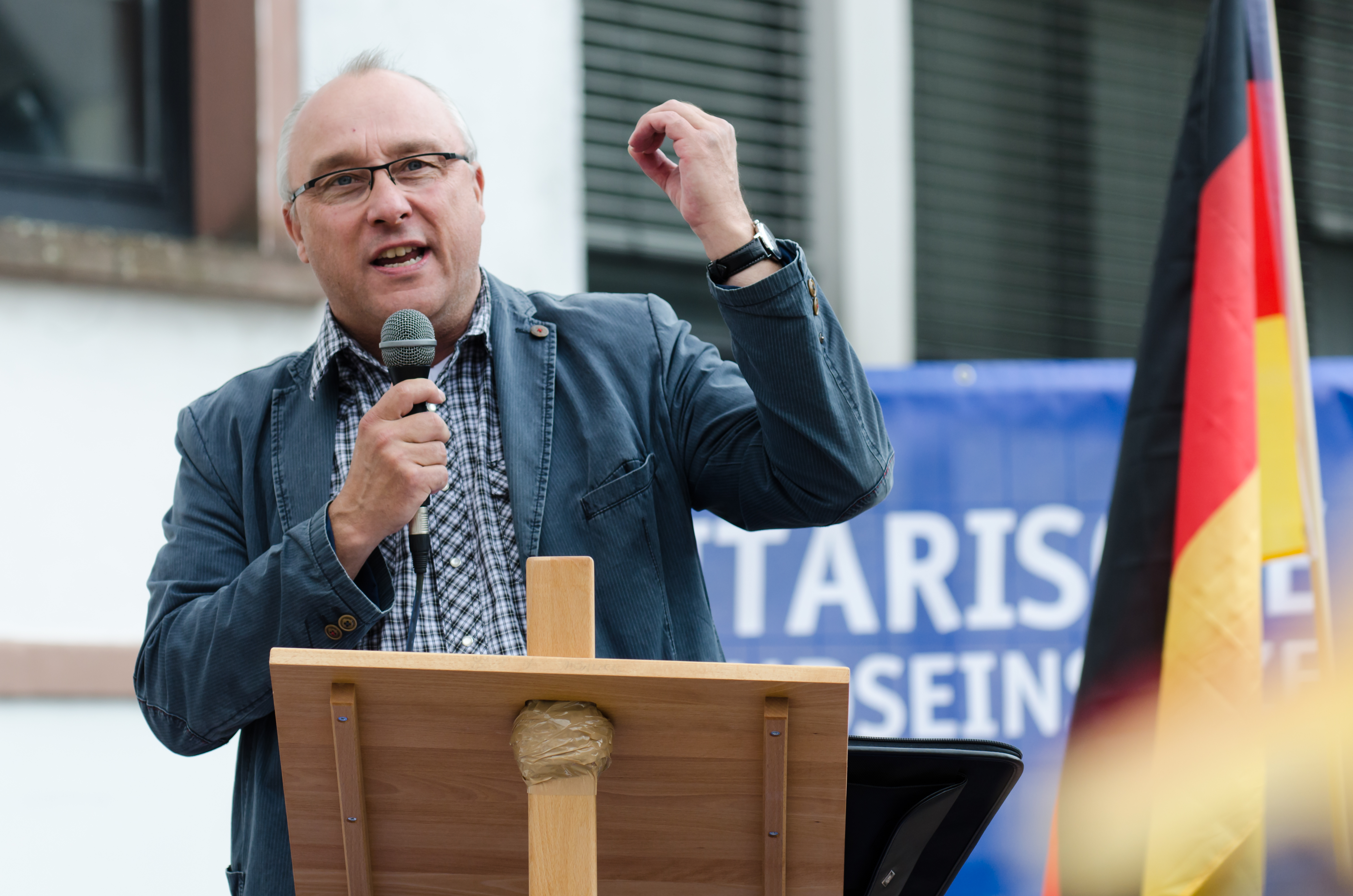
Jens Maier (2018)

Jens Maier (* 10. Februar 1962 in Bremen) ist ein deutscher Jurist, rechtsextremer Politiker (AfD) und Richter im vorzeitigen Ruhestand. Maier wird zum parteiinternen, formal aufgelösten „völkischen Flügel“ der AfD gezählt, der vom Verfassungsschutz als rechtsextremistische Bestrebung eingestuft wurde. Der sächsische Verfassungsschutz stufte ihn 2020 als Rechtsextremisten ein. Von 2017 bis 2021 war Maier Mitglied des Deutschen Bundestags. 

## Leben einschließlich Tätigkeit als Richter
Maier wuchs in Bremen-Huchting auf und legte 1982 sein Abitur am Schulzentrum Huchting ab. Laut seinen biografischen Angaben auf der Website des Deutschen Bundestags studierte er Rechtswissenschaft an der Eberhard Karls Universität Tübingen, legte 1986 das erste Staatsexamen ab und absolvierte das Referendariat in Niedersachsen (zweites Staatsexamen 1991). Im selben Jahr zog er nach Dresden, war kurzzeitig Referent im Staatsministerium für Kultus in Sachsen, dann Staatsanwalt in Dresden, gefolgt von einer Dozententätigkeit an der Hochschule Meißen (FH). 1997 wurde Maier Richter am Landgericht Dresden und blieb dort bis 2017 zuständig für Zivilsachen.
Nach rassistischen Äußerungen (siehe unten) wurden Maier 2017 am Landgericht statt des Medien- und Persönlichkeitsrechts andere Zuständigkeiten zugewiesen und ein Verweis ausgesprochen. Nachdem er aus dem Bundestag ausgeschieden war, war er im März 2022 kurz als Richter am Amtsgericht Dippoldiswalde tätig. Im selben Monat untersagte das zuständige Dienstgericht ihm jedoch die Führung der Amtsgeschäfte. Im Dezember 2022 versetzte ihn das Gericht in den vorzeitigen Ruhestand. Maiers Revision dagegen wurde im Oktober 2023 zurückgewiesen.
Maier lebte 2018 getrennt von seiner Ehefrau; aus der Ehe hat er einen Sohn und eine Tochter.

## Politik und Einstufung
Von 1980 bis 1986 war Maier SPD-Mitglied. Im April 2013 trat er in die AfD ein.
Maier wurde 2014 Mitglied des Landesschiedsgerichts der AfD der AfD Sachsen und wurde 2020 wiedergewählt und war ab 2016 stellvertretender Ortsgruppenleiter der Ortsgruppe Nordost in Dresden und stellvertretender Ortsbeirat in Blasewitz (Stand: 2017).
Der Landesvorstand der AfD Sachsen leitete im Mai 2017 auf Betreiben Frauke Petrys entgegen einem Parteitagsbeschluss ein Parteiausschlussverfahren gegen Maier ein. Er hatte u. a. die NPD gelobt („Der Antragsgegner lobt mehrfach und beharrlich die NPD und ist sich dabei der Tatsache bewusst, dass es sich um eine verfassungsfeindliche Partei handelt.“) und Verständnis für den Rechtsterroristen Breivik geäußert („im besonders abstoßenden Fall eines Kinder- und Massenmörders eine in der AfD bislang beispiellose Geschmacklosigkeit“). Das galt aber bereits zu Beginn wegen großer innerparteilicher Unterstützung für Maier und dessen Ansichten generell als aussichtslos. Gegen Petrys ausdrücklichen Wunsch wurde Maier auf dem Landesparteitag auf Platz zwei der Kandidatenliste für den Bundestag gewählt, fünf von zwölf Mitgliedern des Landesvorstandes stellten sich gegen sie und den Generalsekretär Uwe Wurlitzer und veröffentlichten eine Protestnote zugunsten Maiers. Der Kreisverband Sächsische Schweiz-Osterzgebirge, für den Petry als Direktkandidatin für den Bundestag bereits bestimmt war, versuchte ihre Kandidatur rückgängig zu machen, nahm davon aber nach Hinweisen auf rechtliche Fristen wieder Abstand. Das Landesvorstandsmitglied Carsten Hütter bestätigte Ende November 2017 gegenüber dem Tagesspiegel, dass das Verfahren gegen Maier gestoppt worden sei, dies basiere auf einer breiten Zustimmung im Landesverband. Laut Hütter sprachen sich Vertreter der Kreisverbände, des Landesvorstandes und der Jungen Alternative für Maier aus.
Innerhalb der AfD gehört Maier der völkisch-nationalistischen Gruppierung „Der Flügel“ um den thüringischen Landesvorsitzenden Björn Höcke an;
er bezeichnete sich selbst als „kleinen Höcke“. Ab 2019 bis zu seiner offiziellen Auflösung im April 2020 war Maier Obmann des „Flügels“ in Sachsen.
Medien wie Der Tagesspiegel oder die FAZ ordnen Maier als rechtsradikal ein, Die Zeit, Deutschlandfunk und Dresdner Neueste Nachrichten bezeichneten ihn als „Rechtsausleger“ innerhalb der AfD. Der Extremismusforscher Kailitz sieht ihn in seiner Haltung zur „Herstellung von Mischvölkern […] komplett auf der Linie der NPD“. Am 5. Oktober 2020 wurde bekannt, dass der sächsische Verfassungsschutz Maier als Rechtsextremist einstuft. Zu seiner Unterstützung für den früheren Brandenburger AfD-Chef Andreas Kalbitz äußerte Maier, dass Kalbitz für ihn „immer noch zur Partei gehöre“, denn wer „in diesen Zeiten nicht als Rechtsextremist diffamiert“ werde, der mache „irgendetwas verkehrt“.
Bei der Bundestagswahl 2017 zog Maier auf dem zweiten Platz der Landesliste der AfD Sachsen in den Bundestag ein. Als Direktbewerber im Bundestagswahlkreis Dresden I erreichte er 22,4 % der Wählerstimmen; Andreas Lämmel (CDU) erhielt 24,5 %. Von der AfD-Bundestagsfraktion wurde er zum Beiratsmitglied des Bündnisses für Demokratie und Toleranz – gegen Extremismus und Gewalt (BfDT) bestimmt.
Er war Obmann und ordentliches Mitglied im Ausschuss für Recht und Verbraucherschutz, ordentliches Mitglied im Gremium nach Artikel 13 Absatz 6 Grundgesetz sowie im Ausschuss für Wahlprüfung, Immunität und Geschäftsordnung und stellvertretendes Mitglied im Innenausschuss.
Wie bereits zur Bundestagswahl 2017 trat Maier zur Bundestagswahl 2021 für seine Partei im Bundestagswahlkreis Dresden I an und stand darüber hinaus auf Platz 2 der sächsischen AfD-Landesliste. Er erzielte 18,8 % der Erststimmen und landete nach dem CDU-Kandidaten Markus Reichel (21,1 %) und Katja Kipping von der Linken (18,9 %) auf dem dritten Platz. Bei der Bundestagswahl 2021 gewann er weder das Direktmandat noch konnte er über die Landesliste der AfD in den 20. Deutschen Bundestag einziehen und schied aus dem Parlament aus.

## Richterlicher Beschluss zugunsten der NPD
Im Mai 2016 verbot Maier per einstweiliger Verfügung als zuständiger Richter des Landgerichts Dresden auf Antrag der NPD dem Extremismusforscher Steffen Kailitz vom Hannah-Arendt-Institut für Totalitarismusforschung, über die NPD zu sagen, diese plane „rassistische Staatsverbrechen“.
Kailitz hatte das Parteiprogramm der NPD und andere öffentliche und der Partei zuzuordnende Quellen ausgewertet und war zur – in einem Gastbeitrag in der Wochenzeitung Die Zeit wiederholten – Bewertung gelangt, dass die Partei im Regierungsfalle beabsichtige, „acht bis elf Millionen Menschen aus Deutschland [zu] vertreiben, darunter deutsche Staatsbürger mit Migrationshintergrund.“ Dies ergebe sich aus der explizit geäußerten Auffassung der NPD, dass deutsche Staatsbürger „anderer Rassen“ immer Fremde blieben, die aus Deutschland entfernt werden müssten, weil – so zitierte Kailitz die NPD weiter – „die Verleihung bedruckten Papiers (eines BRD-Passes) ja nicht die biologischen Erbanlagen verändert […] Angehörige anderer Rassen bleiben deshalb körperlich, geistig und seelisch immer Fremdkörper, gleich wie lange sie in Deutschland leben, und mutieren durch die Verleihung bedruckten Papiers nicht zu germanischstämmigen Deutschen.“ Die NPD klagte gegen Kailitz’ Bewertung, eine solche Politik lasse sich nur durch „Staatsverbrechen“ verwirklichen, mit der Begründung, wenn diese Politik nicht willkürlich, sondern in gesetzlichen Regeln erfolge, dann könne es sich gar nicht um Verbrechen handeln, sondern sie sei dann rechtmäßiges Staatshandeln.
Maier schloss sich dieser Auffassung inhaltlich an: „Ich weiß nicht, wie man, wenn man das Programm der NPD liest, auf Staatsverbrechen kommen kann“, denn wenn „jemand aufgrund von gesetzlichen Grundlagen zurückgeführt wird, ist das kein Staatsverbrechen.“ Er nahm Kailitz’ Einschätzung nicht als Meinungsäußerung, sondern als – rechtlich leichter untersagbare – Tatsachenbehauptung. Sein Beschluss erfolgte im Eilverfahren ohne Anhörung von Kailitz und drohte diesem bei Zuwiderhandlung „Ordnungsgeld bis zu 250.000 Euro, ersatzweise Ordnungshaft bis zu sechs Monaten“ an.
Kailitz sah sich in seiner Wissenschaftsfreiheit verletzt und legte Widerspruch ein. Der Beschluss wurde später von der zuständigen Kammer in voller Besetzung wieder aufgehoben. Im Hauptsacheverfahren, an dem Maier nicht mehr teilnahm, wurde die Klage der NPD im April 2017 endgültig abgewiesen. Das Gericht bewertete Kailitz’ Einschätzungen als zulässige Meinungsäußerung, die sich die NPD entgegenhalten lassen müsse. Der ursprüngliche Beschluss wurde u. a. von der Deutschen Vereinigung für Politische Wissenschaft als Eingriff in die Wissenschaftsfreiheit gewertet: Kailitz habe sich jahrelang wissenschaftlich mit der NPD befasst und „Forschungsergebnisse öffentlich darzustellen, gehört zu den zentralen Aufgaben von Wissenschaftlerinnen und Wissenschaftlern“. Ihre „Veröffentlichung gerichtlich zu unterbinden, schränkt die Freiheit der Wissenschaft unzulässig ein.“ Besondere Brisanz hatte der Beschluss auch deswegen, weil Kailitz im damals noch laufenden zweiten Verbotsverfahren gegen die NPD vom Bundesverfassungsgericht als Sachverständiger gehört wurde, Maier also faktisch die Wiederholung von Aussagen verbot, um deren Abgabe an anderer Stelle Kailitz gerichtlich gebeten worden war. Maier gab an, von der wissenschaftlichen Beschäftigung Kailitz’ mit der NPD und dessen Rolle als Sachverständiger vor dem Bundesverfassungsgericht nichts gewusst zu haben, und „verwahrte sich dagegen, mit der NPD in Verbindung gebracht zu werden. Als Mitglied des Landesschiedsgerichts der AfD halte er es im Gegenteil für seine Aufgabe, Neonazis als Mitglieder der AfD nicht zu dulden.“
Steffen Kailitz überprüfte, während die Klage der NPD noch lief, das Facebook-Konto Maiers und entdeckte dort „in Maiers zwischenzeitlich offenbar gesäuberter Liste“ verschiedene Politiker der Partei. Ende 2016 fand sich noch der NPD-Vorsitzende Frank Franz auf der Freundesliste.

## Politische Positionen, Verfahren gegen Maier und Kontroversen

### Facebook-Kommentare, insbesondere zu Muslimen und Asylbewerbern
Die Sächsische Zeitung analysierte im Januar 2017 über 100 Kommentare Maiers im sozialen Netzwerk Facebook. Dort äußerte er am 20. August 2014: „Gestern lief mir an der Ampel so eine Schleiereule am Wagen vorbei. Ich war kurz davor, die Hupe zu betätigen. Ich kann nur noch Wut und Zorn für dieses Gesinde empfinden.“ Asylsuchende betrachtet Maier als „potenzielle Kriminelle“. Eine Äußerung im September 2014 lautete: „Was der Nationalsozialismus auf der politischen Strecke war, ist heute der Islam auf der religiösen“. Im Mai 2015 äußerte Maier, die Rote Armee könne nicht wirklich als Befreier Deutschlands angesehen werden: „Was die Amerikaner mit dem Sieg verbanden, kann man heute sehen. Wir sind nicht souverän und werden es nicht werden. Ist das Befreiung? Wir warten auf Befreiung.“ Des Weiteren verband sich Maier auf Facebook mit Nutzern, die sich von einem „illegalen Regime“ bedroht sahen und den Rechtsstaat als „Scheißstaat“ diffamierten. Er zeigte Sympathien für christliche Fundamentalisten, die Ideologie von Reichsbürgern sowie die Pegida-Bewegung.

### Rede über „Schuldkult“, „Mischvölker“ und NPD, Disziplinarverfahren
Im Januar 2017 trat Jens Maier als Vorredner von Björn Höcke im Brauhaus Watzke in Dresden auf. Dort redete Maier über die „Herstellung von Mischvölkern“, durch die die „nationalen Identitäten“ ausgelöscht werden sollten, was „einfach nicht zu ertragen“ sei. Zudem bezeichnete er die Aufarbeitung der NS-Verbrechen als „gegen uns gerichtete Propaganda und Umerziehung, die uns einreden wollte, dass Auschwitz praktisch die Folge der deutschen Geschichte wäre.“ Er erkläre diesen „Schuldkult“ für „endgültig beendet“. Über die NPD äußerte Maier, dass diese bis zum Aufkommen der AfD die einzige Partei gewesen sei, die „immer geschlossen zu Deutschland gestanden“ habe.
Im Gefolge der Rede sah das Landgericht Dresden das öffentliche Vertrauen in die richterliche Unabhängigkeit in Ehrschutz- und Medienverfahren als gefährdet an und strukturierte seine Zuständigkeiten – mit Maiers Einverständnis – derart um, dass entsprechende Verfahren in Zukunft nun in einer neugebildeten Zivilkammer ohne Maier stattfinden würden.
Der Präsident des Landgerichtes Dresden erteilte Maier im Rahmen eines Disziplinarverfahrens weiterhin einen dienstlichen Verweis. In der entsprechenden Pressemitteilung hieß es zur Begründung: „Insbesondere vor dem Hintergrund, dass Richter Maier zum damaligen Zeitpunkt Mitglied der u.a. für Presse- und Ehrschutzsachen zuständigen Kammer des Landgerichts und dort auch mit Verfahren der NPD befasst war, hätten seine Äußerungen zur NPD das Mäßigungsgebot verletzt. Mit seinen Beiträgen habe Richter Maier, dessen Beruf als Richter dabei immer bekannt gewesen sei, dem Ansehen der Justiz allgemein und des Landgerichts Dresden im Besonderen Schaden zugefügt.“ Maier verzichtete auf Rechtsmittel.

### Verständnis für den Rechtsterroristen Breivik
Auf einer Veranstaltung des von Jürgen Elsässer herausgegebenen rechtspopulistischen Magazins Compact äußerte Maier, wie Journalisten von Zeit online und des Vorwärts im Livestream verfolgten, Verständnis für den norwegischen Rechtsterroristen Anders Behring Breivik, der im Jahr 2011 77 Menschen ermordet hatte. Er sei aus „Verzweiflung heraus zum Massenmörder geworden“. Grund sei die Einwanderung von „Kulturfremden“ gewesen. Außerdem nannte er das Buch Europa verteidigen des Bloggers „Fjordman“ als Anstoß für seine politische Betätigung. Beiträge Fjordmans hatte auch Breivik in seinem „Manifest“ zur Rechtfertigung zitiert. Unmittelbar nach dem Auftritt Maiers nahm Compact das Video der Veranstaltung vom Netz. Maier, der beteuerte, Breiviks Taten weder entschuldigt noch verharmlost zu haben, verfügt nach eigenen Worten über ein Manuskript seiner Rede, will dieses jedoch nicht herausgeben.

### Äußerungen als Beiratsmitglied des BfDT
Noch vor der ersten Sitzung des Bündnisses für Demokratie und Toleranz – Gegen Extremismus und Gewalt kündigte Maier an, dass er in diesem Gremium „spezifisch deutsche Kultur“ erörtern wolle und die Chance sehe, „Licht in die dunkle Höhle linker und linksextremer Finanz- und Vereinsstrukturen zu bringen“.

### Rassistische Beleidigung Noah Beckers durch Mitarbeiter
Am 2. Januar 2018 wurde von Maiers Twitter-Account Noah Becker, der Sohn Boris Beckers, rassistisch beleidigt als „kleine[r] Halbneger“, nachdem Becker von seinen Erfahrungen mit rassistischen Angriffen in Berlin berichtet hatte, das im Vergleich zu London oder Paris eine eher „weiße Stadt“ sei. Maier gab an, den Tweet nicht selbst verfasst zu haben. Der Autor sei ein Mitarbeiter gewesen, den er abgemahnt habe. Mittlerweile bestehe das Arbeitsverhältnis zu dem Mitarbeiter nicht mehr.
Zunächst war die Urheberschaft unklar, weswegen Maier vielfach selbst kritisiert und sanktioniert wurde. Die AfD Berlin forderte Maier zum Rücktritt auf. Der AfD-Vorsitzende Jörg Meuthen bezeichnete den Tweet als unzweifelhaft rassistisch. Der Vorsitzende des Richterbundes, Jens Gnisa, nannte das öffentliche Auftreten Maiers „unerträglich und völlig inakzeptabel“ und warf ihm „kalkulierte Provokation“ vor. Die Vorsitzende der Neuen Richtervereinigung Brigitte Kreuder-Sonnen wertete die Aussagen über Becker als „inakzeptabel dümmlich“. Vom Landgericht Berlin wurde – nachdem Maier sich weder entschuldigt noch eine Unterlassungserklärung unterzeichnet hatte – eine einstweilige Verfügung gegen Maier ausgesprochen, die ihm verbietet, seine rassistische Äußerung zu wiederholen. Der Bundesvorstand der AfD mahnte Maier für seinen Tweet ab. Der Fraktionsvorstand der AfD-Bundestagsfraktion schloss sich dieser Abmahnung an.
Noah Becker erstattete Strafanzeige wegen Beleidigung gegen Maier. Die Staatsanwaltschaft Dresden leitete am 14. Februar 2018 ein förmliches Ermittlungsverfahren gegen Maier ein. Mit einem an Beckers Anwalt gerichteten Schreiben vom 5. Februar 2018 bat Maier um Rücknahme des Strafantrages, da die Äußerung, deren beleidigenden Charakter er anerkenne, nicht von ihm stamme, und bat um Entschuldigung. Beckers Anwalt schloss eine Rücknahme des Strafantrages aus. Eine Forderung Beckers auf Zahlung von fünfzehntausend Euro Schmerzensgeld lehnte Maier ab, ebenso wie den Vorschlag Beckers, ersatzweise siebentausendfünfhundert Euro an eine karitative Organisation zu spenden. Stattdessen warf er Becker vor, „sich selbst zunächst rassistisch geäußert“ zu haben, und wer „austeilt“, müsse auch einstecken.
Am 12. September 2018 teilte die Staatsanwaltschaft Dresden mit, dass sie das Strafverfahren gegen Maier eingestellt habe. Die Ermittlungen hätten bestätigt, dass die rassistischen Tweets von einem Mitarbeiter Maiers abgesetzt wurden. Gegen den Mann, der die Tweets einräumte, wurde zu dieser Zeit weiter ermittelt. Am 15. Januar 2019 urteilte die 27. Pressekammer des Landgerichts Berlin, dass Maier als Accountinhaber an Becker ein Schmerzensgeld in Höhe von 15.000 Euro zuzüglich Zinsen zahlen müsse. Maier legte gegen das Urteil Berufung ein. Ende Juli 2019 wurden Becker in einem Vergleich 7500 Euro Schmerzensgeld von Maier zugestanden. Außerdem bekam Becker die Anwaltskosten ersetzt.

### Verbaler Angriff auf Fraktionskollegin Verena Hartmann
Nach einem heftigen verbalen Angriff Maiers auf seine dem gemäßigten Parteiflügel angehörende Fraktionskollegin Verena Hartmann im Januar 2018 kündigte die AfD-Fraktion an, zwischen beiden ein Mediationsverfahren durchzuführen. Als Folge dieses Vorfalls wollte die AfD-Bundestagsfraktion fraktionsinterne Verhaltensregeln und einen Strafkatalog für Verstöße gegen diese Regeln ausarbeiten.

## Rückkehr in den Richterdienst, vorzeitiger Ruhestand und weitere Disziplinarverfahren
Nach seinem Ausscheiden aus dem Bundestag stellte Jens Maier den Antrag auf Rückkehr in den Richterdienst. Die sächsische Justizministerin Katja Meier teilte mit, dass es einen Rückkehranspruch gebe und „Herr Maier mit Wirkung vom 14. März 2022 in den Richterdienst als Amtsrichter am Amtsgericht Dippoldiswalde zurückgeführt“ werde. Jedoch sei von ihr beim zuständigen Dienstgericht auch ein Antrag gemäß § 31 Deutsches Richtergesetz auf Versetzung in den Ruhestand gestellt worden. Dieser Paragraph erlaubt das Versetzen in den Ruhestand, „wenn Tatsachen außerhalb seiner richterlichen Tätigkeit eine Maßnahme dieser Art zwingend gebieten, um eine schwere Beeinträchtigung der Rechtspflege abzuwenden“. Am 25. März 2022 untersagte das Dienstgericht für Richter beim Landgericht Leipzig ihm nach § 35 Deutsches Richtergesetz bis auf Weiteres, die Amtsgeschäfte als Richter wahrzunehmen. Im Dezember 2022 entschied es, Maier in den vorzeitigen Ruhestand zu versetzen. Maiers Revision dagegen wurde im Oktober 2023 vom Dienstgericht des Bundes beim Bundesgerichtshof zurückgewiesen. Er biete keine Gewähr dafür, jederzeit für die freiheitliche demokratische Grundordnung im Sinne des Grundgesetzes einzutreten.
Im März 2022 leitete das Landgericht Dresden gegen Jens Maier zudem ein (weiteres) Disziplinarverfahren ein. Es bestehe „der Verdacht, dass Jens Maier die Dienstpflichten zur Verfassungstreue, zur politischen Mäßigung und zu achtungs- und vertrauenswürdigem Verhalten verletzt“ habe. Am 30. Juli 2023 wurde Disziplinarklage vor dem Dienstgericht für Richter erhoben. Ein Disziplinarverfahren ist unabhängig von den Entscheidungen über die Anträge nach §§ 31 und 35 Deutsches Richtergesetz. Außerdem wurde auch das erstmalige Einsetzen einer Richteranklage in der Bundesrepublik gegen Maier diskutiert; die sächsische Landtagsfraktion der Grünen ließ ein entsprechendes Rechtsgutachten anfertigen, das bis zum März 2022 erstellt wurde.
Anfang Juni 2024 leitete die sächsische Justizministerin ein drittes Disziplinarverfahren gegen Maier ein. Ihm wird vorgeworfen, sich im Rahmen eines Parteiamtes aktiv in der sächsischen AfD als einer vom sächsischen Verfassungsschutz als gesichert rechtsextremistische Bestrebung zu betätigen und sich bei der entsprechenden Bewerbungsrede sich nicht vereinbar mit der freiheitlich demokratischen Grundordnung geäußert zu haben.
Im November 2024 entschied das Dienstgericht für Richterinnen und Richter in Leipzig, dass Maier Pension und Ruhegeld behält. Das Urteil ist nicht rechtskräftig.